# Pedro Zanella (Laranjal Paulista)
Residencial Pedro Zanella é um bairro do município brasileiro de Laranjal Paulista, no interior do estado de São Paulo.

## Caracterização do bairro
- O bairro se localiza no extremo sul da cidade.[1]
- O bairro tem na parte mais baixa o Córrego Estrela e a Praça Domingos Fuglini, o qual possui uma lagoa e um convívio com parque infantil e academia ao ar livre.[2]
- Em Outubro de 2021, a praça do bairro recebeu o letreiro "Eu Amo Laranjal".[3]